# Tornillo de banco

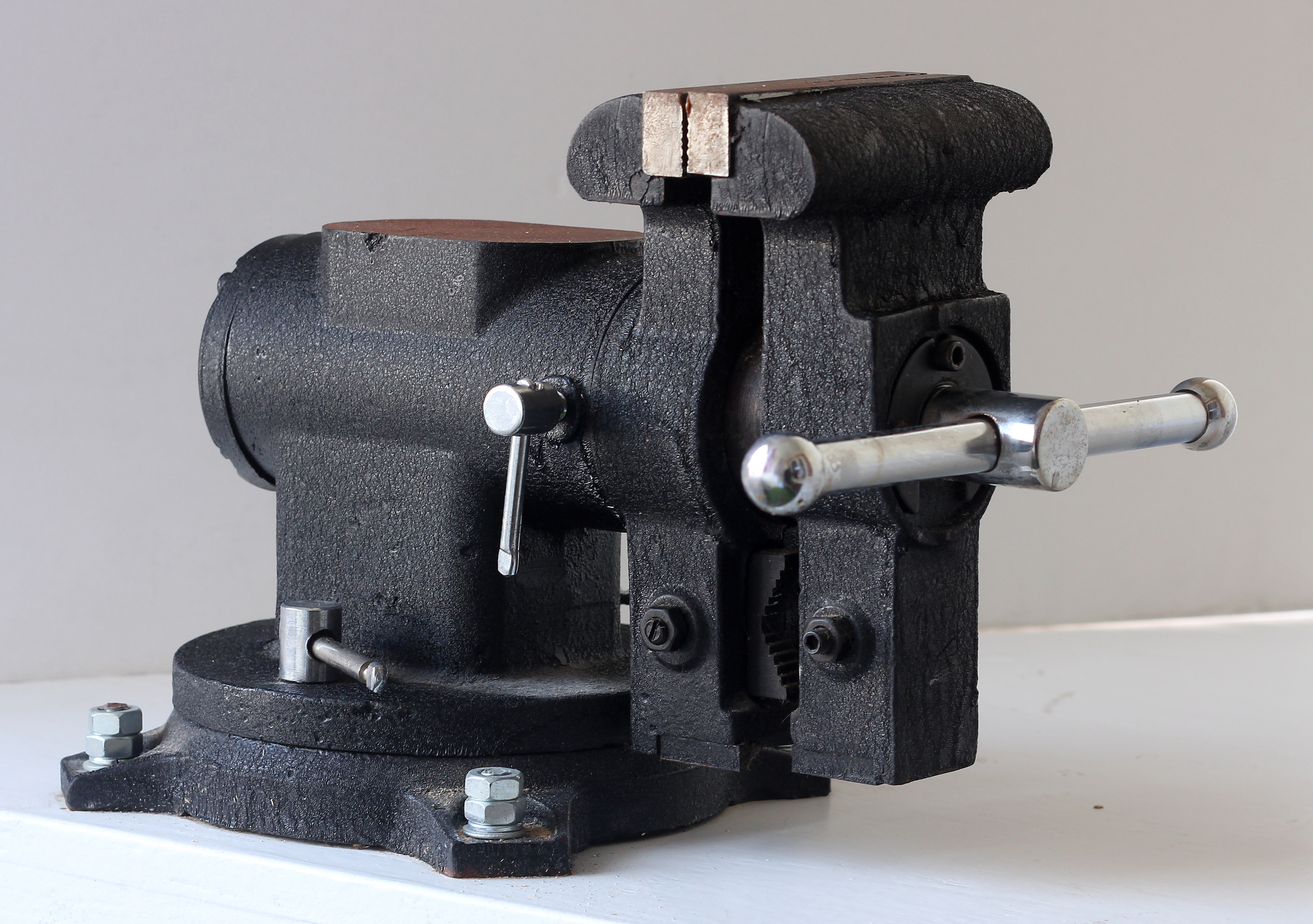
Tornillo de banco o morsa

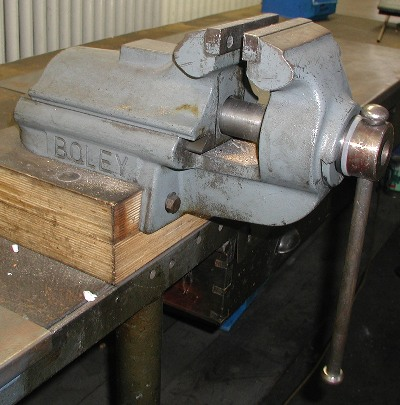
Tornillo de banco o morsa.

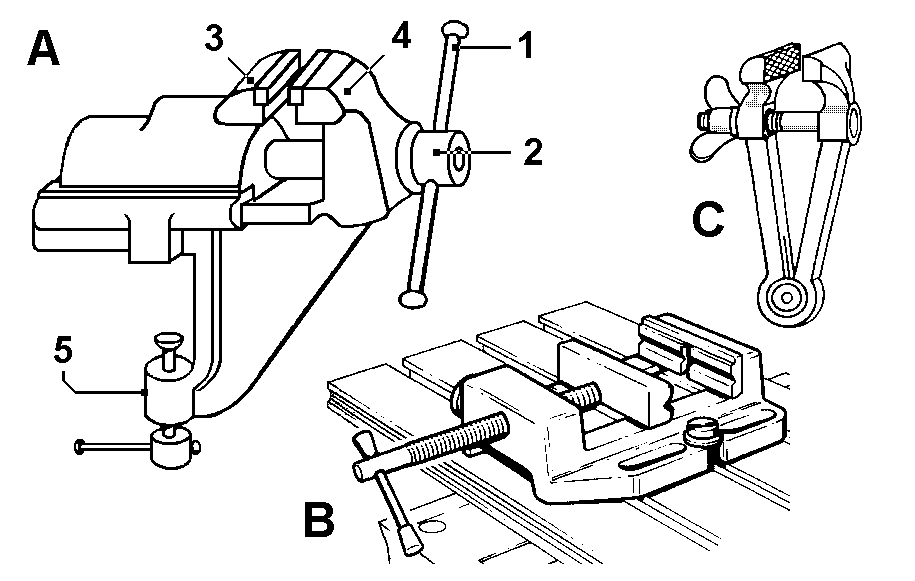
Tres tipos de tornillos mordazas.

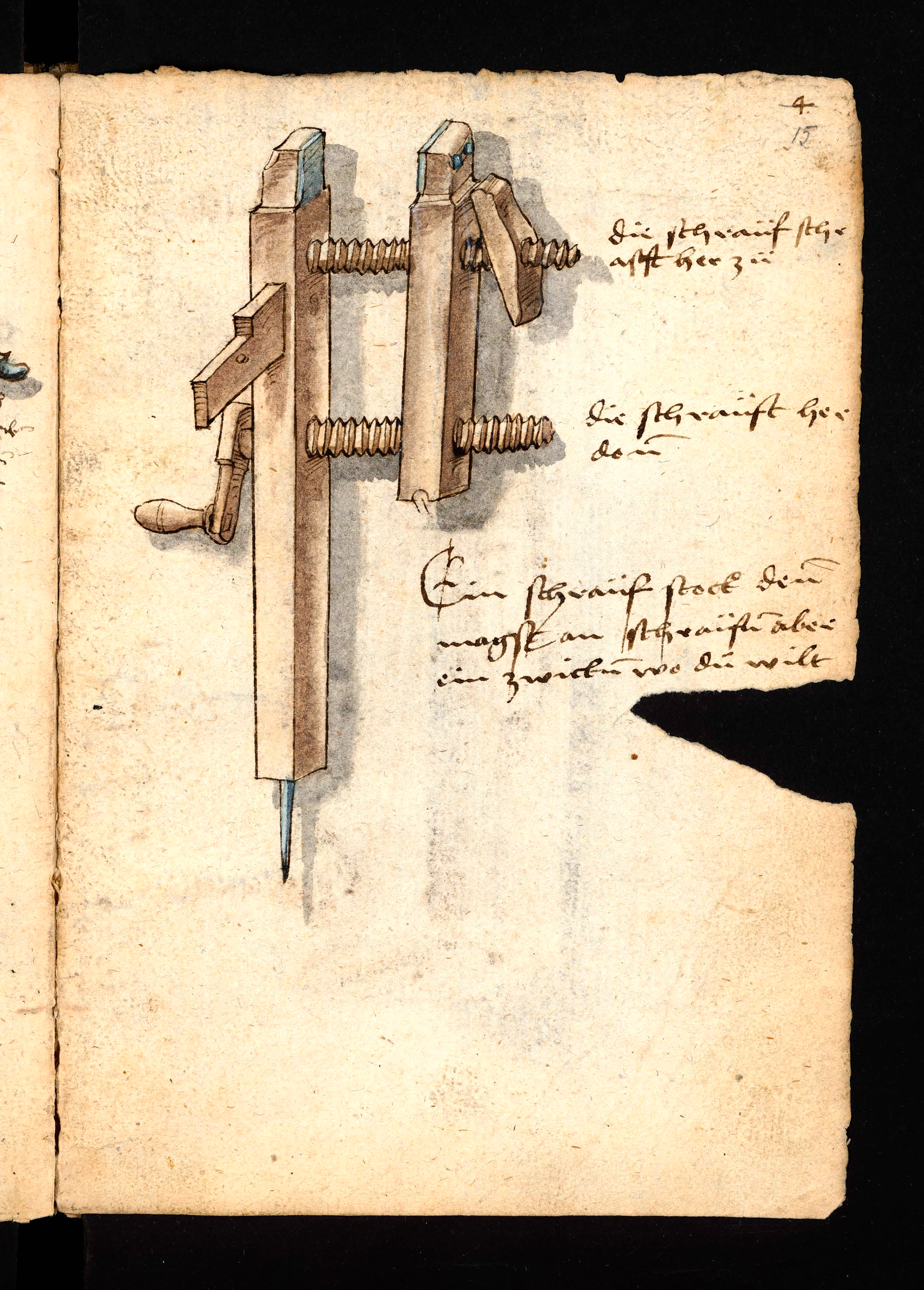
Tornillo de banco de madera de Löffelholz-Codex, Núremberg 1505

El tornillo de banco es una herramienta que sirve para dar una eficaz sujeción, a la vez que pesada y fácil de manejar, a las piezas para que puedan ser sometidas a diferentes operaciones mecánicas como aserrado, perforado, fresado, limado o marcado. En Argentina y Uruguay recibe el nombre de morsa, denominación que asimismo se le da en italiano y portugués.
Se suele asentar en una mesa o banco de trabajo, bien atornillado a la superficie o apoyada en el suelo del taller. Tiene dos quijadas, una fija y la otra movida por un tornillo, normalmente de rosca cuadrada o trapezoidal, que gira gracias a una palanca, entre ellas se fijan las piezas a mecanizar. Para no dañar la superficie de las piezas se suelen colocar unas protecciones llamadas galteras o bien, mordazas blandas, realizadas en plomo u otro material blando.
Esta herramienta es fundamental en la manufactura de cualquier producto del hierro o cualquier otro material que tenga que sujetarse para trabajarlo. Operaciones como aserrado, limado o marcado, precisan de un eficaz sujeción, a la vez que ágil y fácil de manejar. Estas características son, precisamente, las que posee esta herramienta.
El tornillo de banco se utiliza para sujetar en él las piezas. Va fijo a la mesa de trabajo y es fácil de utilizar. Para ajustar la pieza que se va a cortar se debe girar el tornillo y a continuación se podrá cortar la pieza sin que se mueva para obtener un corte recto y liso.